# Allá en el Rancho Grande
Allá en el Rancho Grande е мексиканска романтична драма от 1936 г., режисирана от Фернандо де Фуентес, с участието на Тито Гисар и Естер Фернандес. Считан е за филма, поставил началото на т.нар. Златен век на мексиканското кино.

## Сюжет
Приятелството между земевладелеца Фелипе и неговия управител Хосе Франсиско е застрашено от поредица от заплитания и недоразумения около девствеността на младата селянка Крусита, в която Хосе Франсиско е влюбен. Споровете се разрешават с песни и танци.

## Актьори
- Тито Гисар – Хосе Франсиско Руелас
- Естер Фернандес – Крусита
- Рене Кардона – Фелипе
- Лоренсо Барселате – Мартин
- Ема Ролдан – Анхела
- Карлос Лопес – Флорентино
- Маргарита Кортес – Еуалия
- Ернан Вера – Барман

## Коментари
Заснет след филма Дра тръгваме с Панчо Виля (1935), но пуснат почти три месеца по-рано, Там в голямото ранчо е филмът, който успява да постави мексиканското кино на световната филмова сцена. След този филм режисьорът Фернандо де Фуентес постига други касови успехи, но нито един от следващите му филми не успява да достигне естетическата стойност на Там в голямото ранчо.
Със сюжет, вече представен в други филми - като мексиканския В хасиендата (1921) на Ернесто Волрат и испанския Благородството (1935) на Флориан Рей - сюжетът на Гусман и Агилера се развива в идилична обстановка, със земевладелци и работници, за които революцията не изглежда толкова важна, колкото празненствата, танците и песните. Сценаристите включват в историята шеги с доказана популярност в мексиканската театрална среда, за да подобрят сюжета.
През 1949 г. Де Фуентес режисира едноименната адаптация с участието на Хорхе Негрете, Лилия дел Вайе, Едуардо Нориега, Армандо Сото Ла Марина и Ема Ролдан.